# Cryphia domestica
Cryphia domestica là một loài bướm đêm thuộc họ Noctuidae. Đây là loài có số lượng lớn phân bố khắp châu Âu.

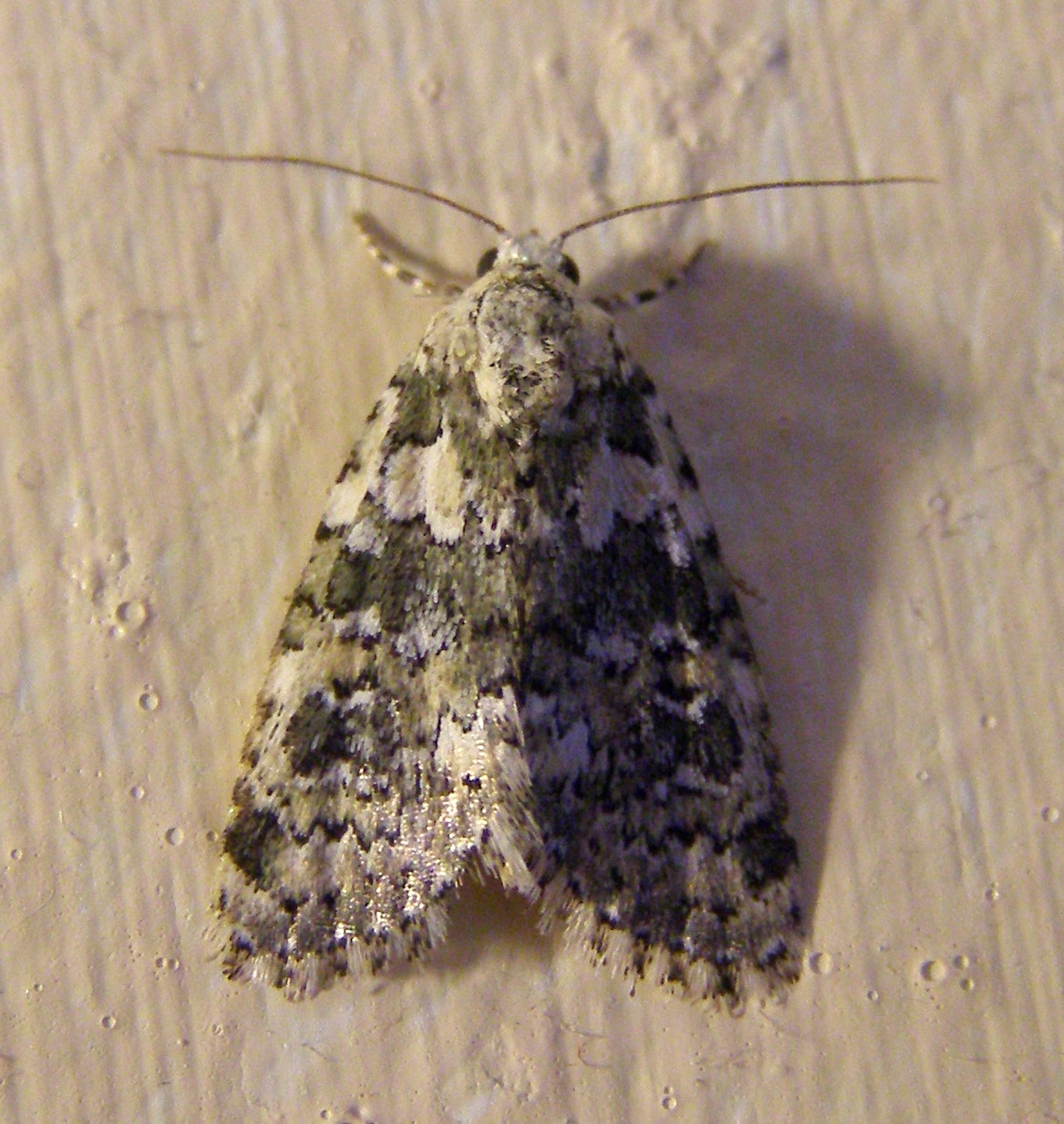

Sải cánh dài 22–30 mm. Con trưởng thành bay vào ban đêm vào tháng 7 và 8  và chúng ưa sáng.
Ấu trùng có mày xám xanh với các vết màu cam chạy dọc trên lưng. Chúng ăn Lecidea và Xanthoria.

## Hình ảnh

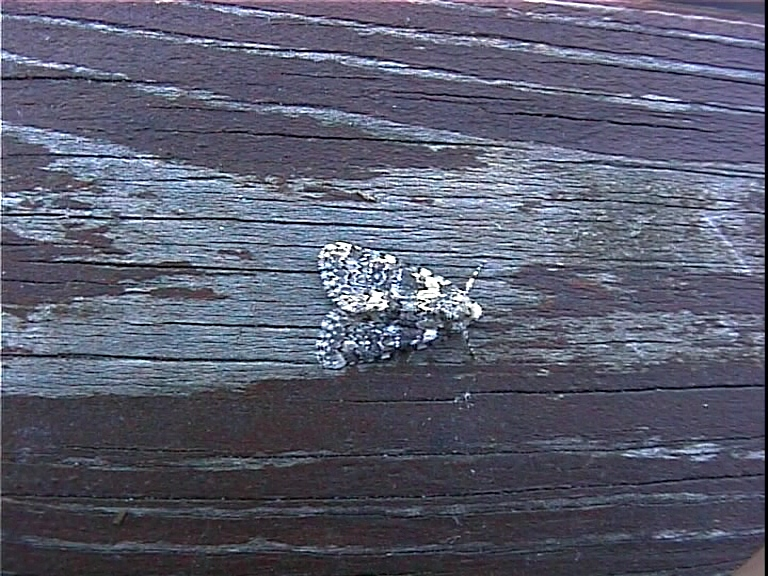
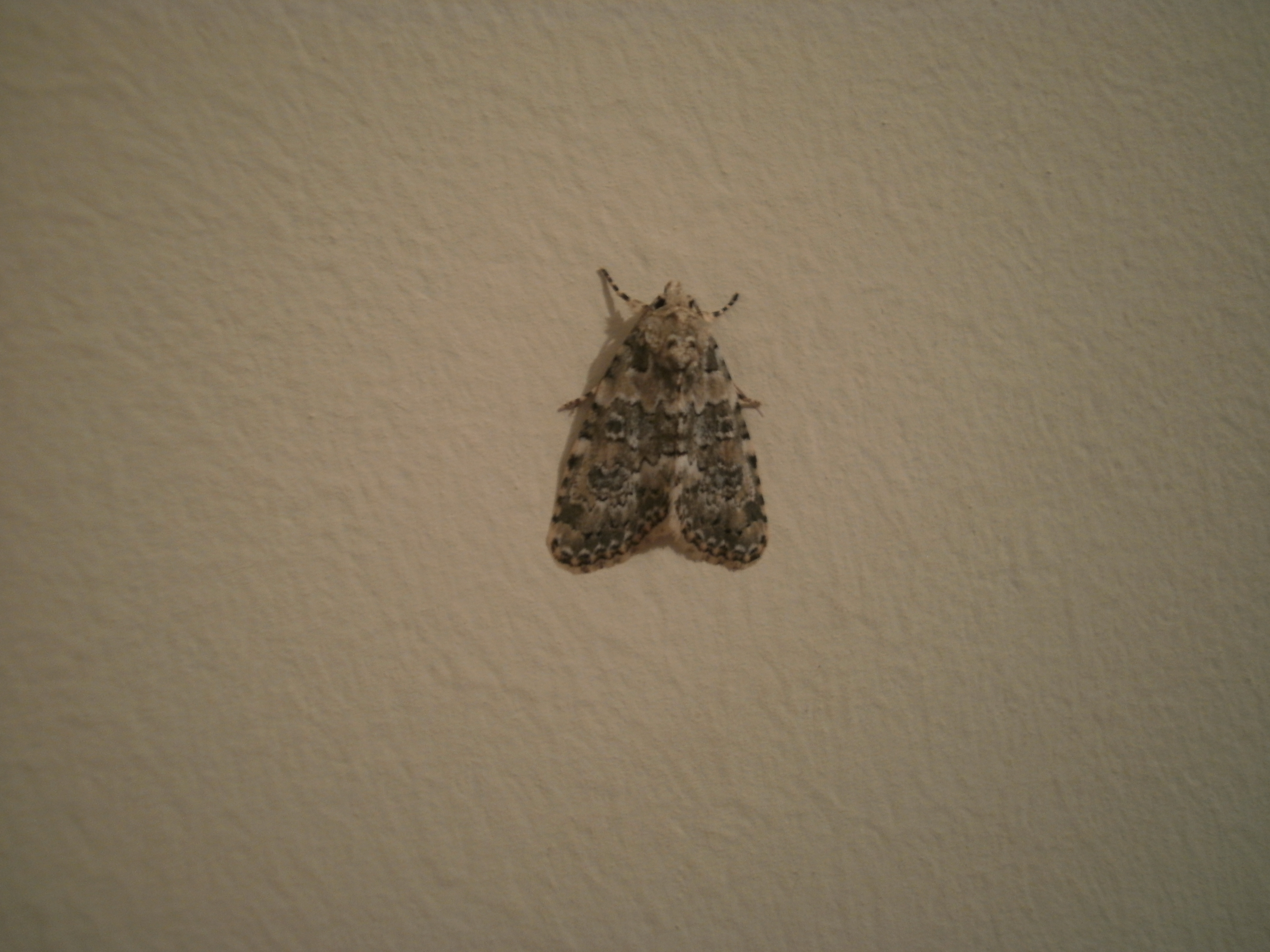
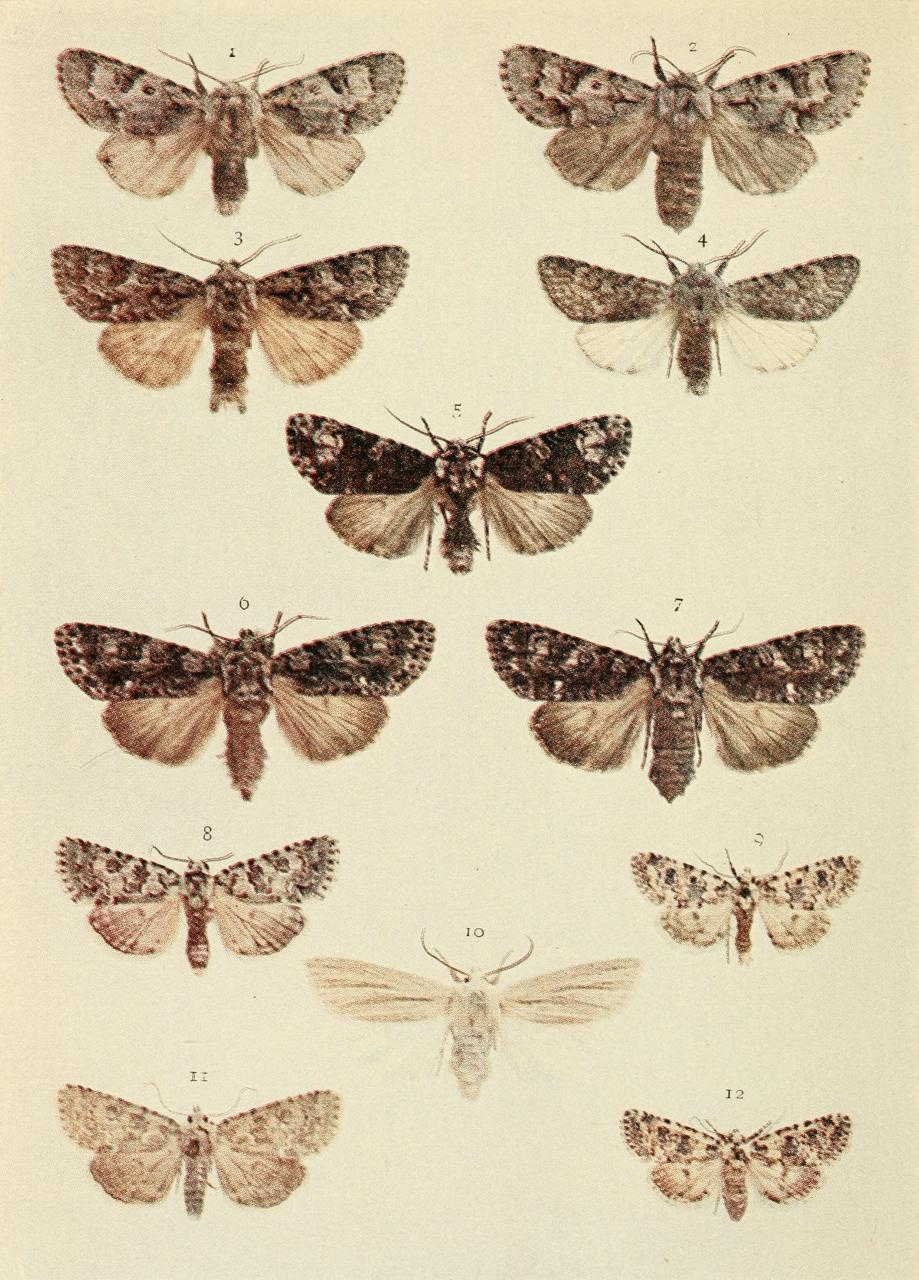